# Château de Kériolet
Pour les articles homonymes, voir Keriolet.
Le château de Kériolet est un château néo-gothique situé à proximité de Beuzec-Conq dans la commune française de Concarneau, dans le Finistère.
Cette demeure privée est inscrite au titre des monuments historiques par arrêté du 21 décembre 1984 pour ses façades et toitures, ainsi que sa salle des gardes avec sa cheminée et ses vitraux.

## Un château breton

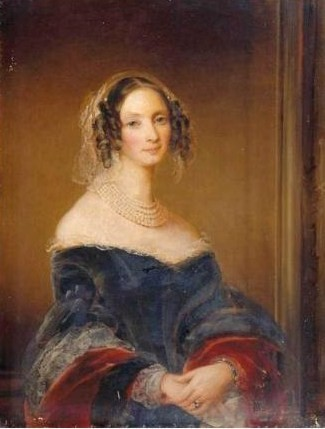
Zénaïde Youssoupov (née Narychkyne), (1810-1893), portrait vers 1840-1841, par Christina Robertson.

Keriolet apparaît dans les textes pour la première fois en 1481. Y réside Jean Trévaré, comptable ducal à Concarneau lors des travaux de restauration des remparts. Lui succéderont, au XVIIe siècle, Jean de Kerguen, notaire à la cour de Conq ; en 1752, l'ancien maire Jean-Pierre Billette.
À la fin des années 1850, sous le Second Empire, le champenois Charles (ou Henri ?) Chauveau, capitaine d'artillerie territoriale et « courrier diplomatique », chargé de transporter valises et dépêches  entre le ministère des Affaires étrangères  et l'ambassade de France à  Saint-Pétersbourg, rencontra la princesse russe Zénaïde Youssoupoff, née Narychkine, immensément riche et veuve,.
Elle s'éprend de lui et veut l'épouser ; devant le scandale, le tsar Alexandre II y consent, mais exile la princesse et pose des conditions ; Chauveau est fait comte romain et devient le comte Chauveau ; plus tard il s'appropria ou releva les nom et armes (« d'azur à un léopard d'or chargé de trois étoiles de gueules ») d'une famille éteinte de la région nantaise, celle des Chauveau de La Mulonnière, anoblie en 1663 (Historama de novembre 1976) ; il est fait marquis de Serres.
La nouvelle position sociale du comte Chauveau lui permet alors d'ambitionner une carrière politique ; or, un siège de conseiller général se libère à Concarneau, dans le Sud-Finistère.
Afin de pouvoir se présenter aux élections, le jeune candidat doit acquérir une résidence dans la circonscription qu'il convoite, ce qui lui fait chercher une propriété ; élu en 1860, il achète personnellement en 1861 le domaine de Kériolet, en Beuzec-Conq (la commune sera rattachée à Concarneau en 1945).
Remontant au XVIe siècle, le manoir, bâtisse relativement modeste, est une ancienne propriété des Kériollet, des Trédern, des Kersalaun. Le manoir du Moros, domaine voisin et ancienne propriété d'Abraham Duquesne, est également acheté par le couple et remanié, dans des proportions bien plus modestes que Kériolet. Sous la direction de l'architecte Joseph Bigot, la reconstruction s'étale sur 20 ans, et le montant des travaux approche 1,5 million de francs-or.
Le « nouveau » château de Kériolet se réfère au château de Blois (statue équestre en bas-relief de Louis XII sur la façade), au château de Rustéphan (tourelle-escalier), au prieuré de Locamand (portail d'entrée). Sur l'aile sud, on peut voir, sculptées, les couronnes de comte et de marquis, des fleurs de lys, des hermines de Bretagne, des étoiles d'inspiration russe, des coquilles Saint-Jacques, les lettres A (pour Anne de Bretagne) et L (pour Louis XII) accolées.
Le parc est agrémenté de statues : une Velléda, copie de celle d'Hippolyte Maindron exposée au musée du Louvre; un Vercingétorix, un Charles VIII, et une Anne de Bretagne, la bonne duchesse si chère au cœur de la princesse, une Jeanne d'Arc, un Bertrand Du Guesclin. Le parc comprend également, à proximité immédiate du château, la Tour de garde, et la Tour Marie-Jeanne (du nom de la cuisinière du comte).
Après les travaux d'extension, face à l'entrée de la chapelle aujourd'hui disparue, se trouvait un Christ sur la croix et, penché vers lui, un ange recueillait le sang coulant d'une de ses mains et de ses flancs, dans deux calices (XVIe siècle).
La toiture de la chapelle est alors elle-même ornée, à l'extérieur, d'anges aux trompettes, et porte à son sommet, un archange Saint-Michel terrassant le dragon. La première pierre de la chapelle a été posée en 1879. Un autel avec retable est démonté en 1900 de l'église de Névez, puis remonté dans la chapelle du château de Kériolet. Il est à nouveau déplacé en 1954 pour revenir dans l'église de Névez.

Château de Kériolet - extérieurs
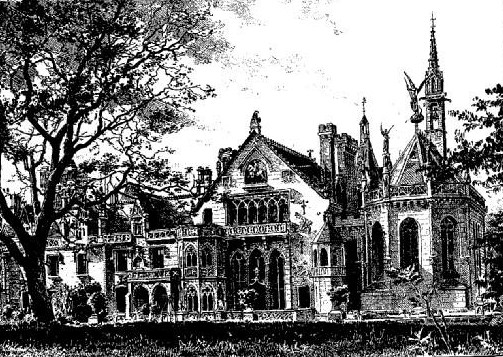
Le château vers 1880 (dessin).
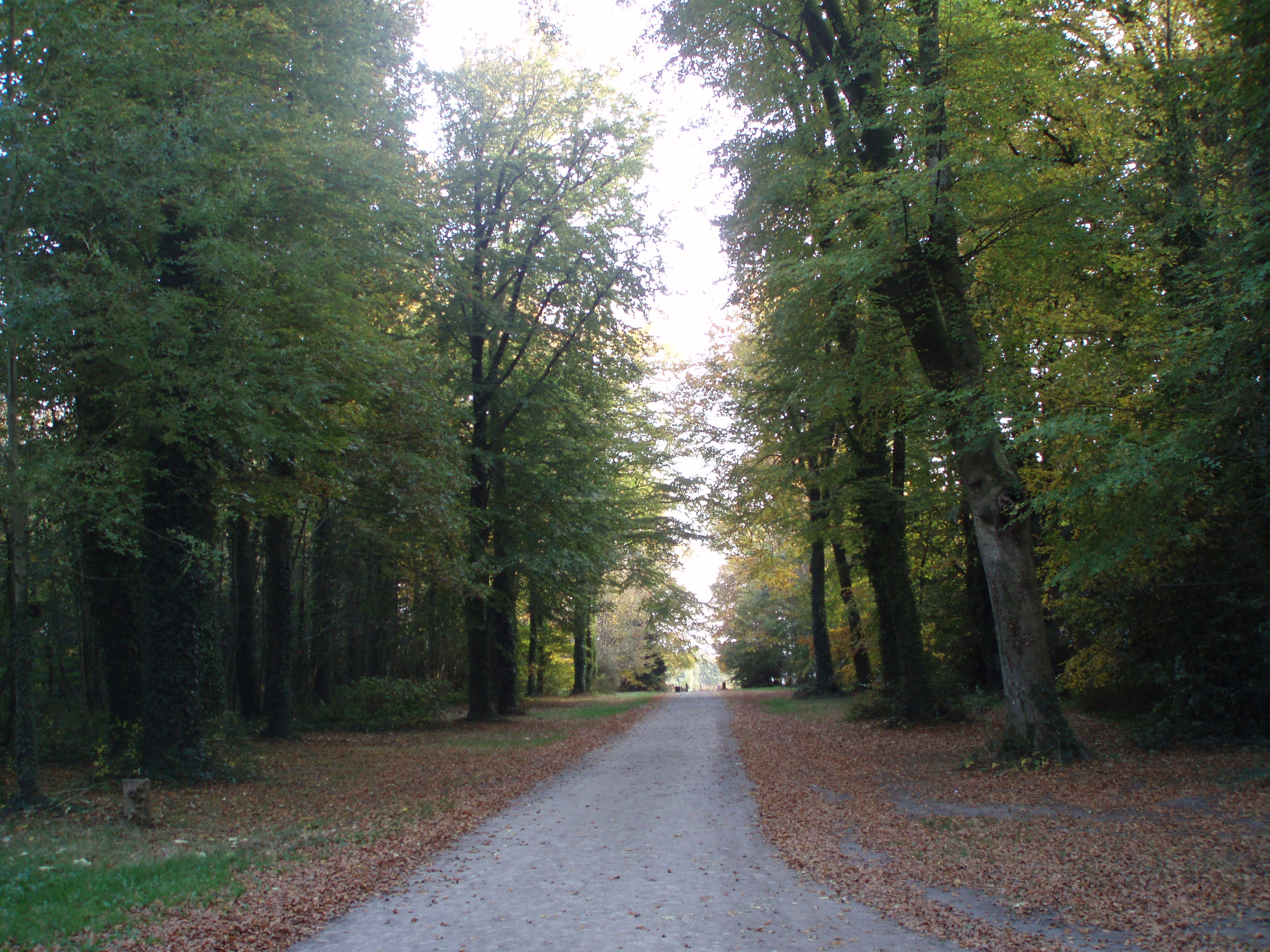
Allée du parc.
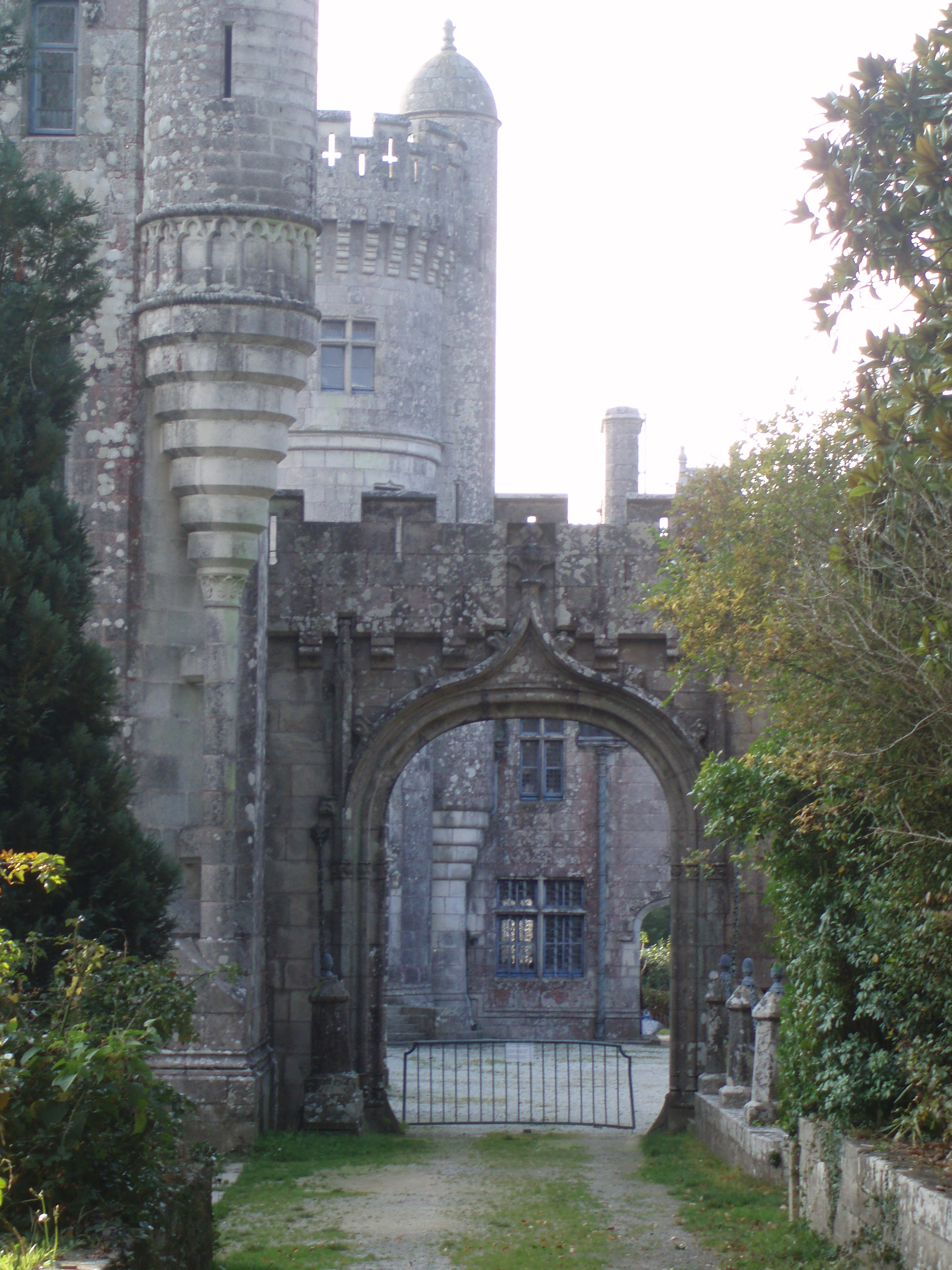
Portail d'entrée sur la cour d'honneur.
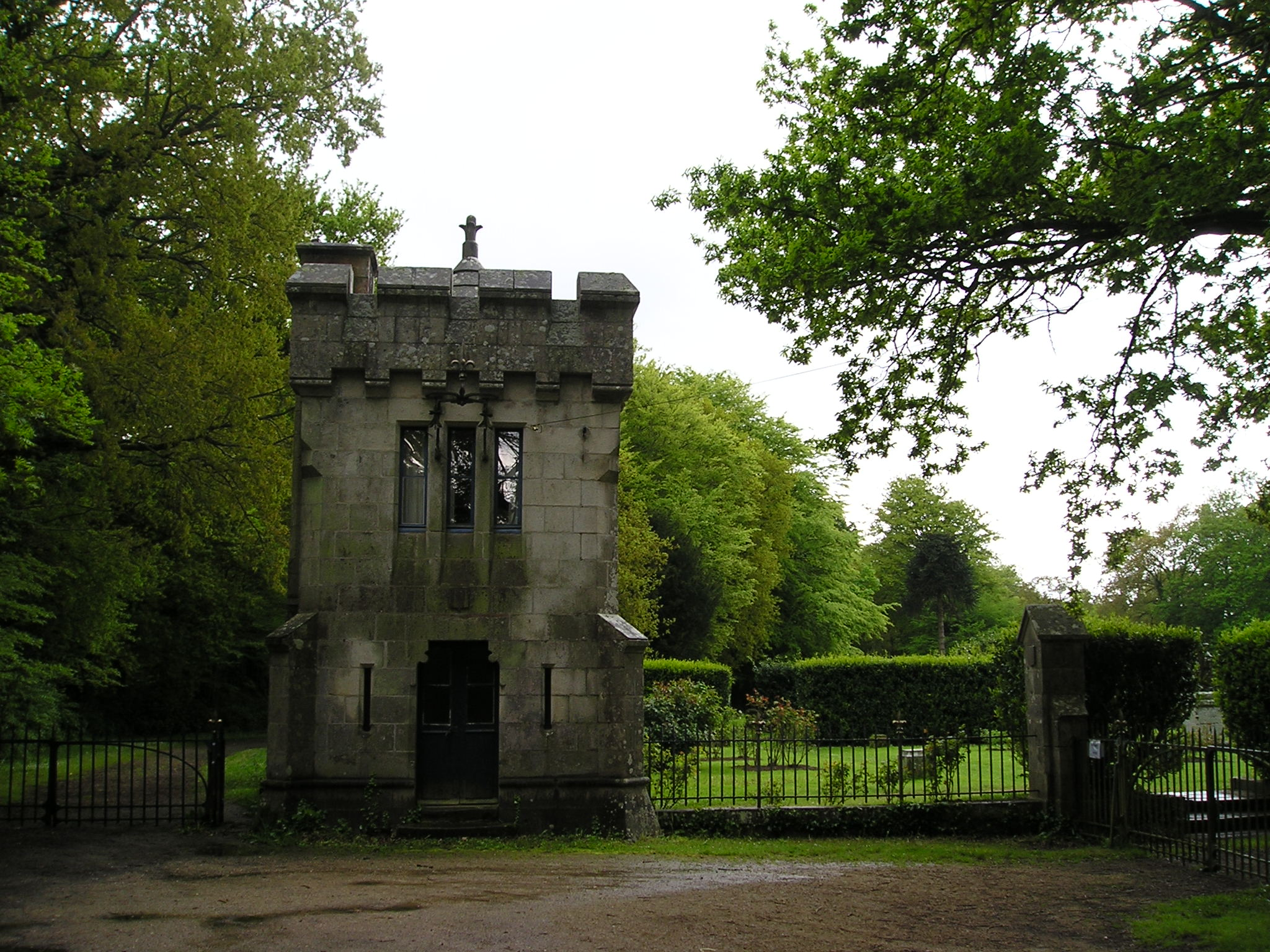
La tour de garde, dans le parc.
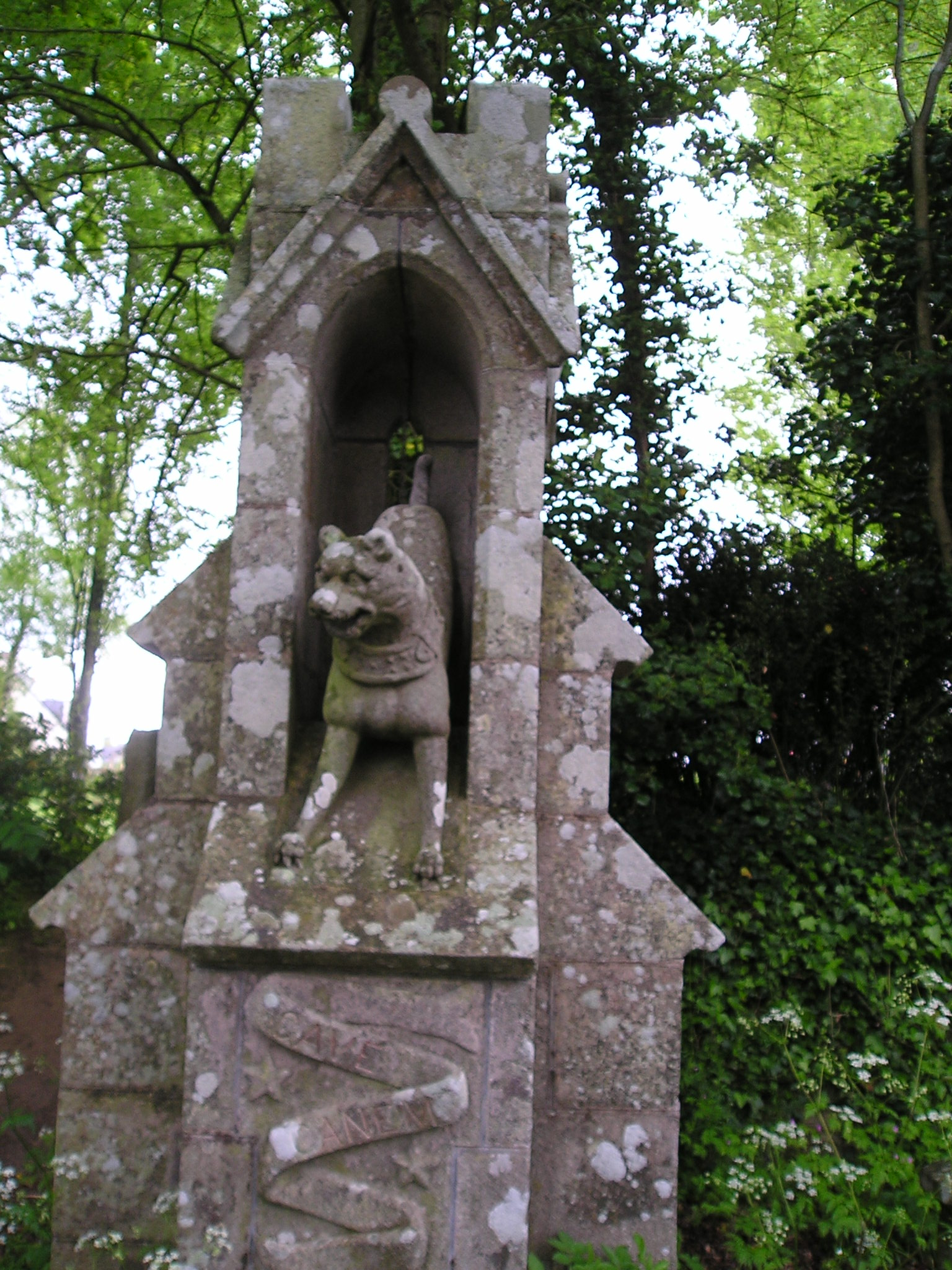
Cave Canem : ce chien pompéien monte la garde.
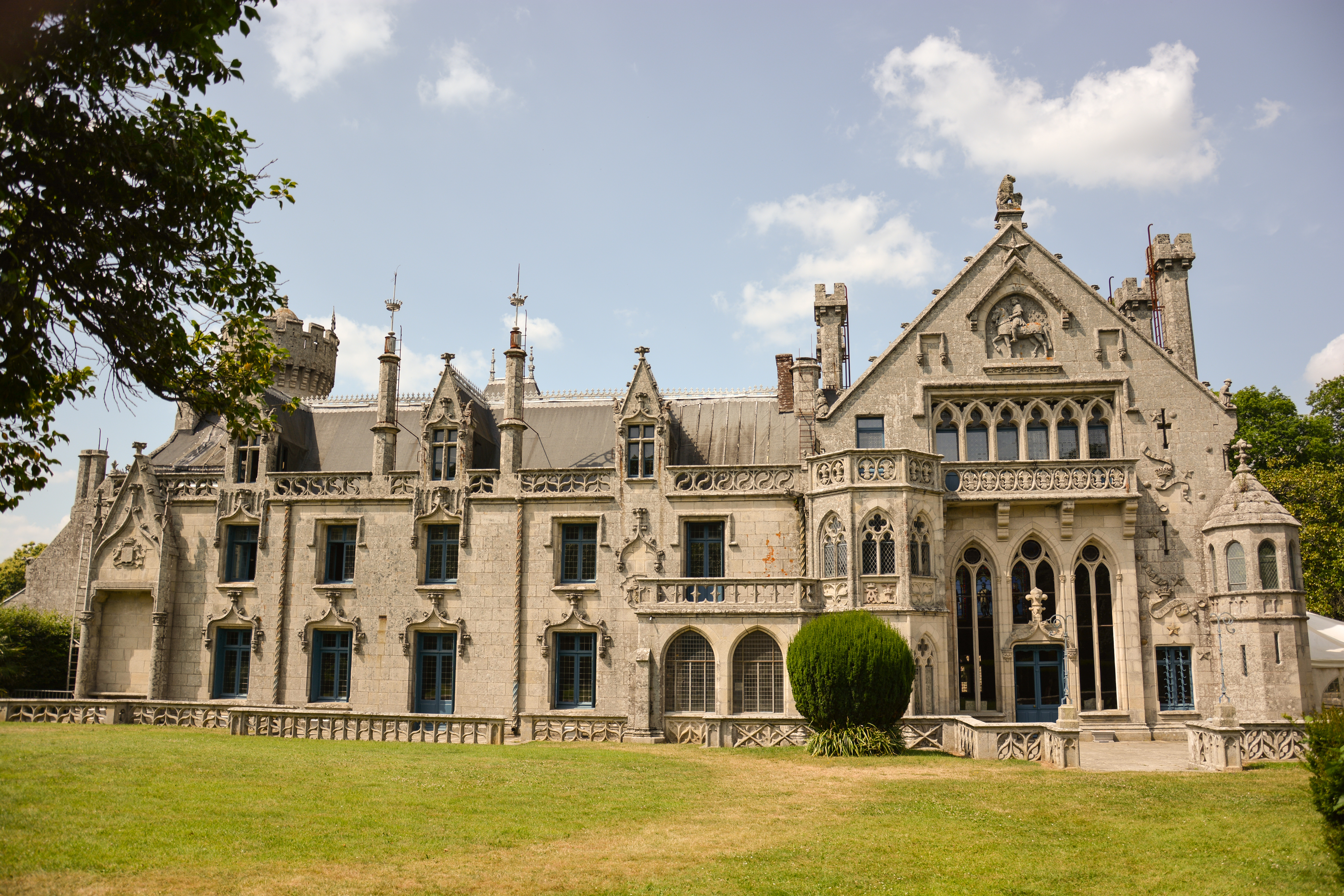
Le château vu de face.
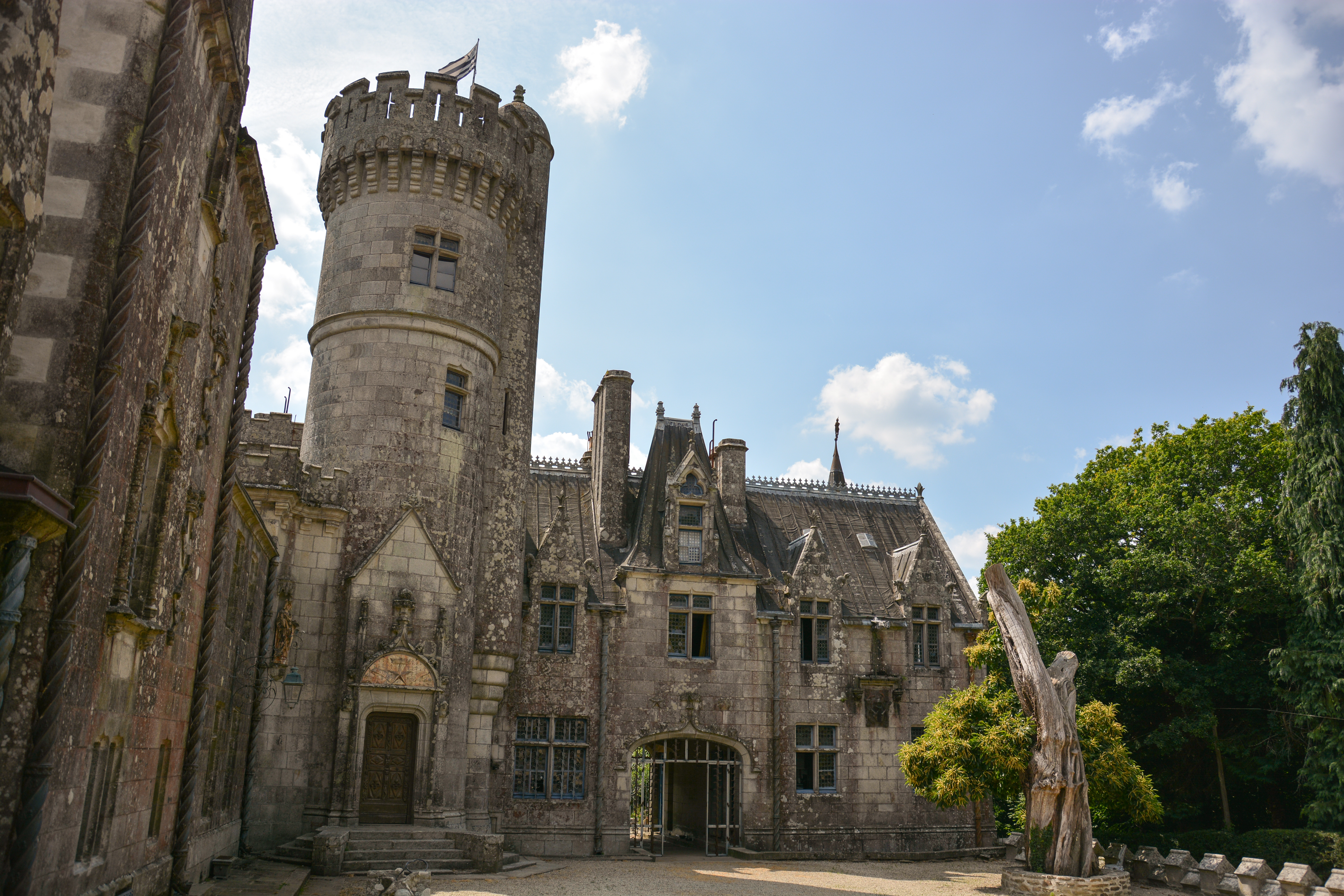
Cour intérieure.
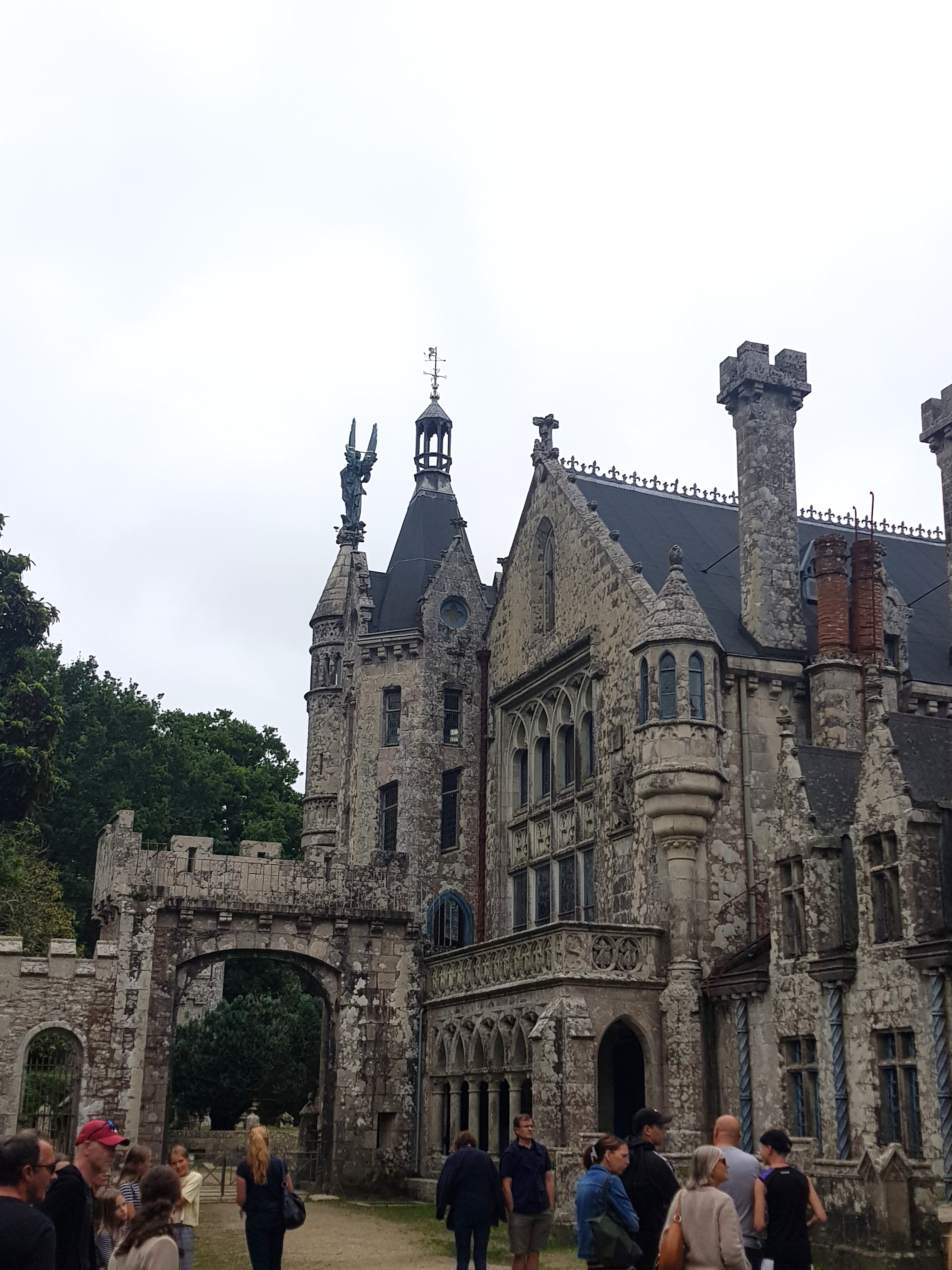
Cour intérieure

Château de Kériolet - Intérieurs
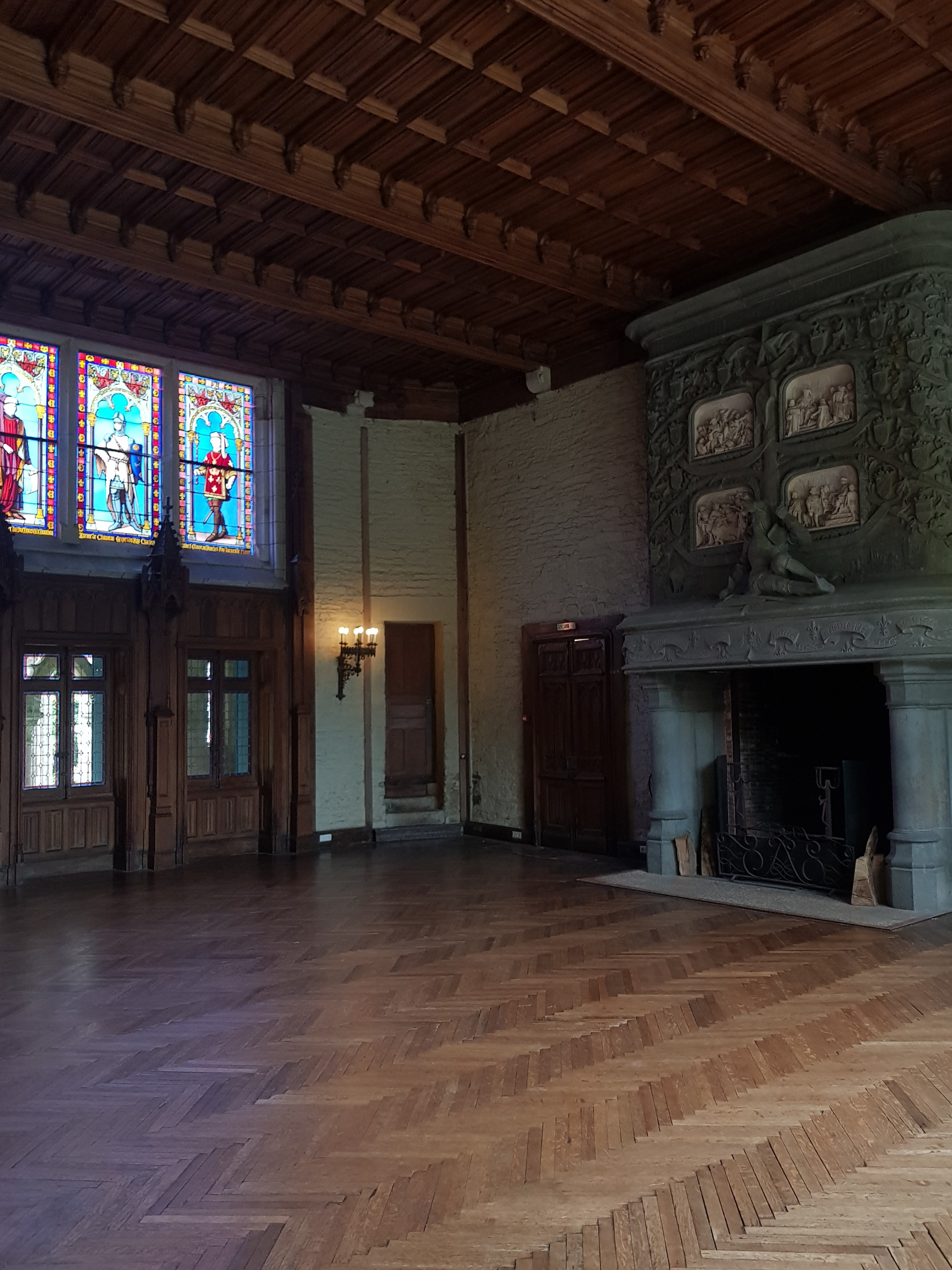
Salle de Bal
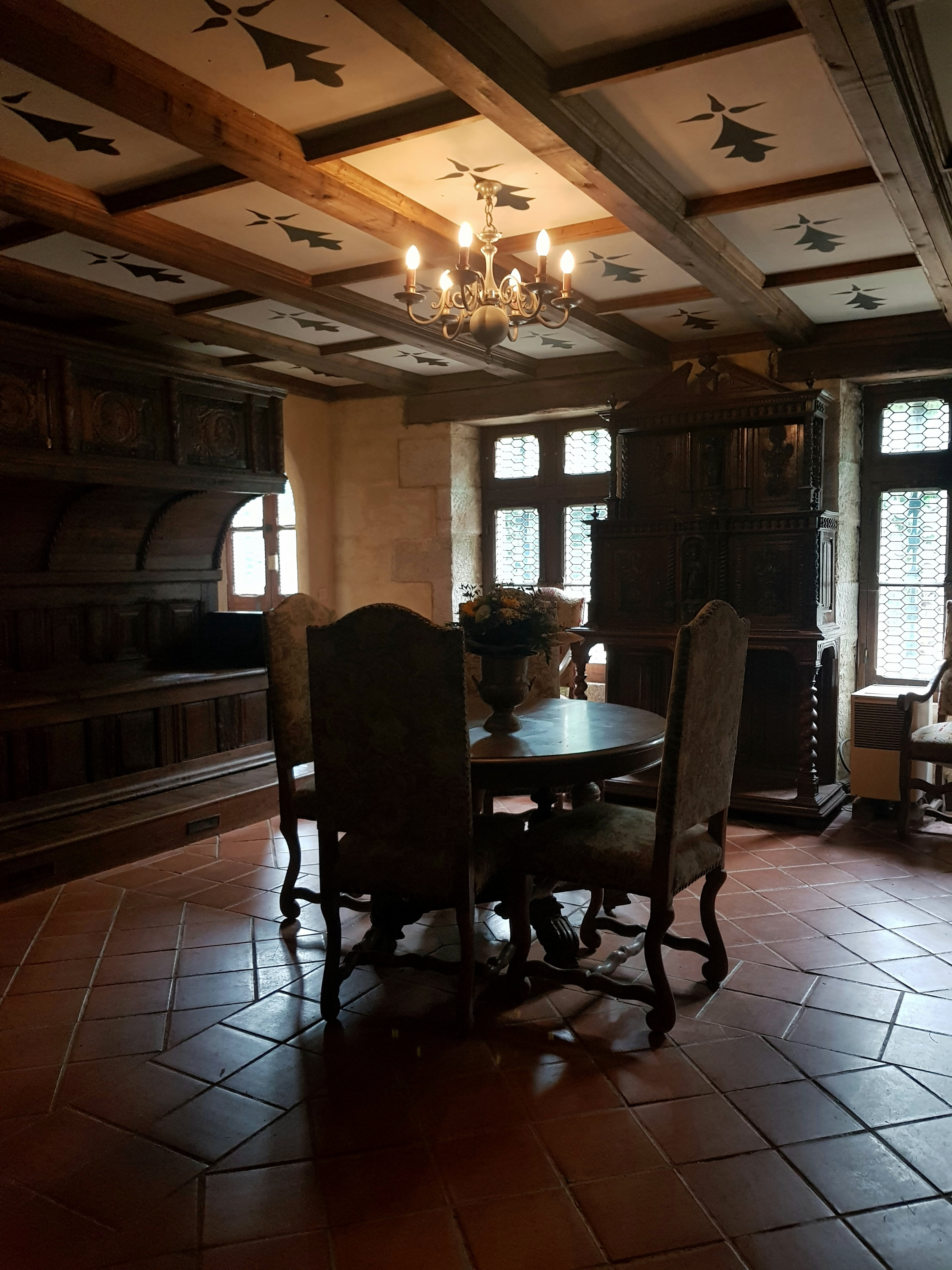
Salle de Garde entre la Salle de Bal et le reste des appartements
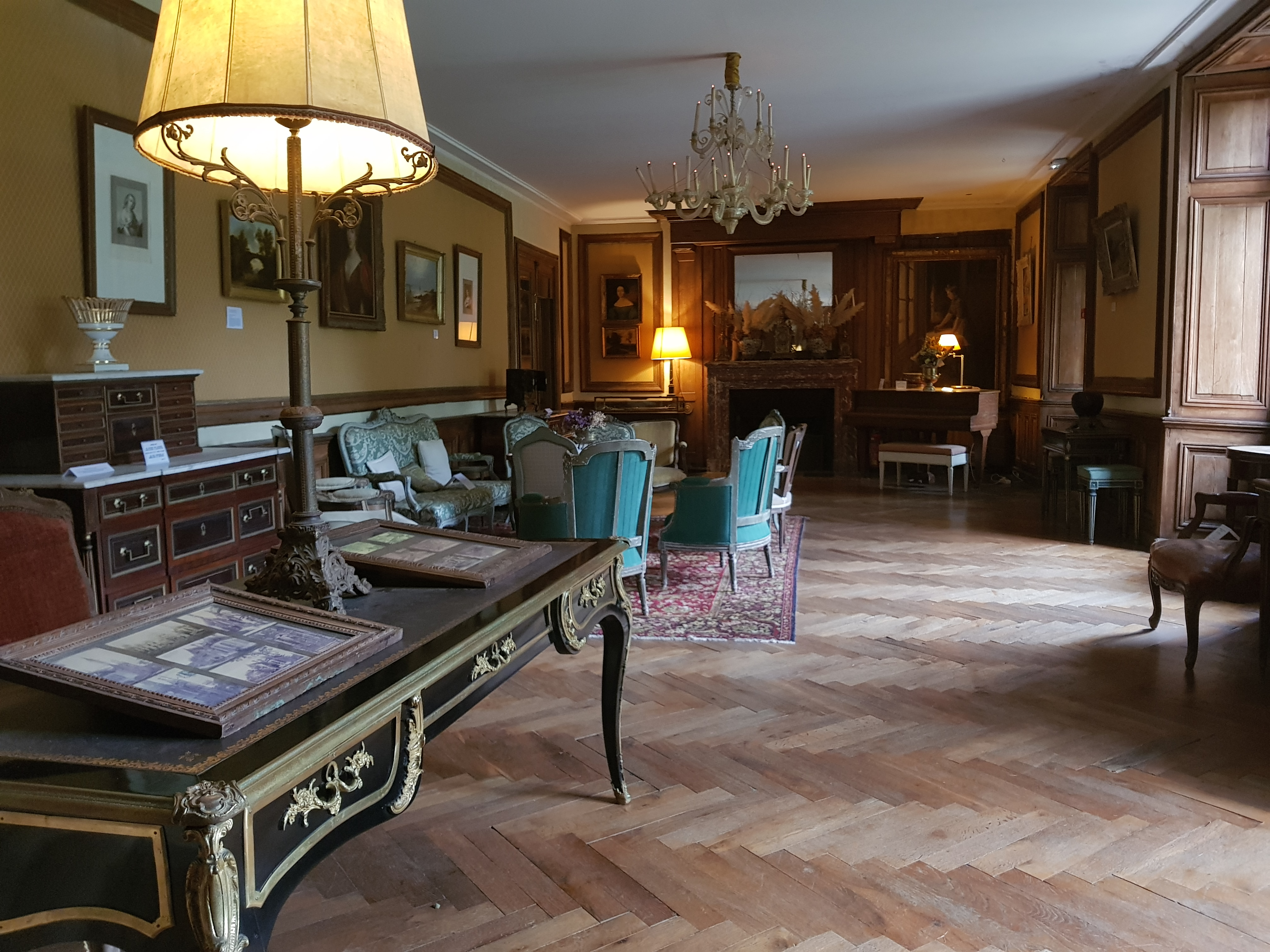
Salon de la Duchesse
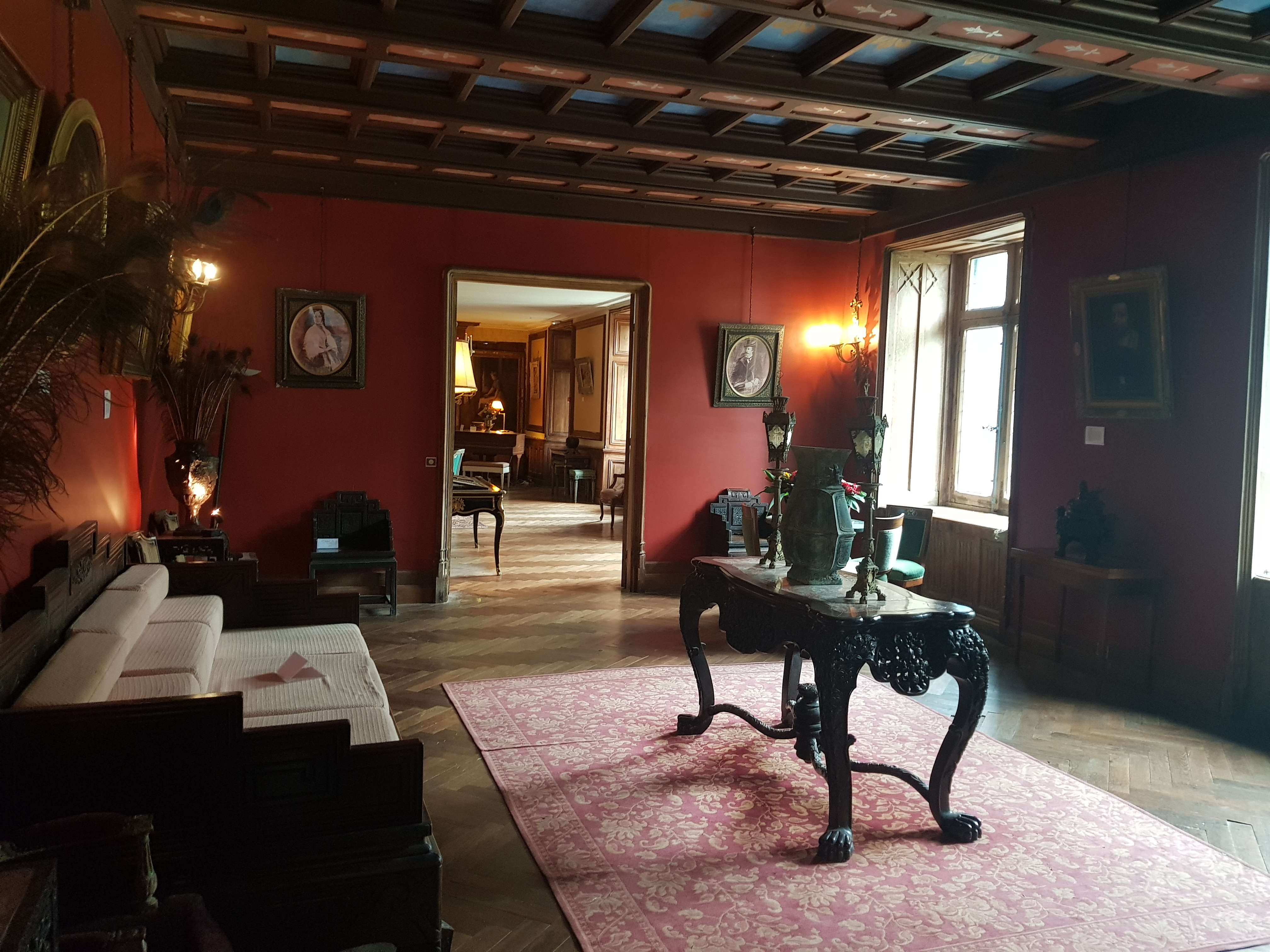
Enfilade des Salons
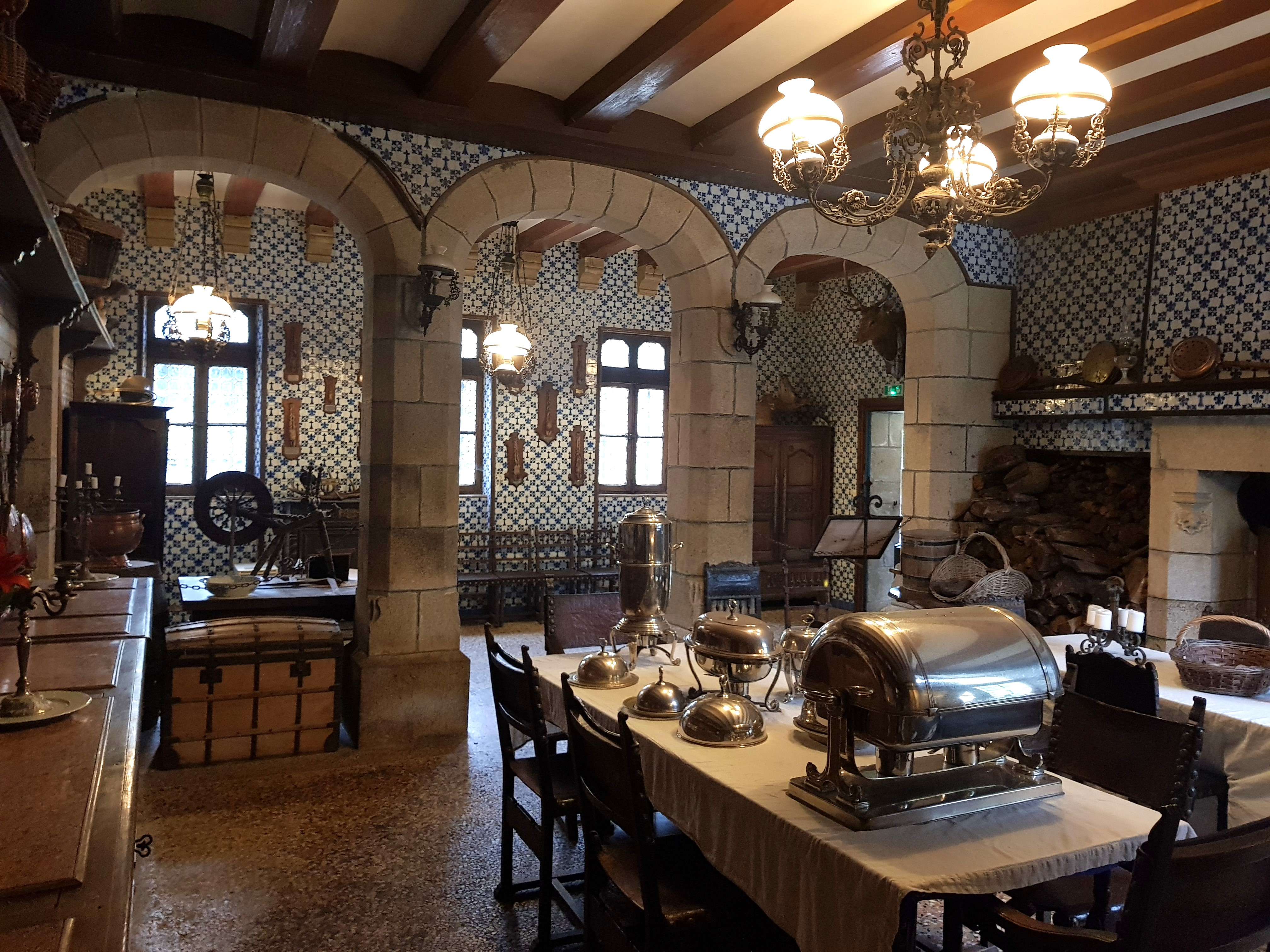
Cuisine du château

## Remous et espoir à Kériolet
Le comte de Chauveau, âgé de 57 ans, décède en octobre 1882 à Kériolet. Charles de Chauveau avait légué le domaine à sa sœur, madame Prieur.
Sa veuve Zénaïde racheta Kériolet et décida alors d'en faire don, avec le domaine foncier (deux ou trois fermes et des terres) et ses collections, au département du Finistère, à condition de tout laisser en l'état. Elle passa encore quelques étés dans sa résidence concarnoise, avant de s'éteindre à son tour, en 1893. Sa dépouille fut rapatriée en Russie.
Peu après, Kériolet est ouvert au public : y sont notamment exposées les toiles de Camille Bernier léguées par sa veuve au département.
Dans la deuxième moitié des années 1910, en Russie, le tsar Nicolas II est confronté à une grave crise politique, qui va déboucher en février 1917 à la fin du régime tsariste et à la révolution russe, en octobre 1917. L'arrière-petit-fils de la princesse Zénaïde, le prince Félix Youssoupoff et son épouse, la princesse Irina Alexandrovna, (la nièce du tsar Nicolas II), quittent définitivement la Russie, le 11 avril 1919, à bord d’un cuirassé de la Royal Navy, le HMS Marlborough envoyé à Yalta (Crimée) par le roi George V, pour sauver ses cousins russes, membres de la famille impériale. 
Bien plus tard, dans les années 1950, il engagea un procès en restitution du château pour non-respect des dispositions testamentaires de son aïeule, comme le prévoit l'article 953 du Code civil, au motif que le département avait "abattu des bois, loti une partie du parc et vendu une partie du mobilier", selon un certain A.Guillemot, de Pluguffan (cf. le courrier de Historama d'août 1976, pp 31 et 32), « renseignements similaires de ceux donnés par Marcel Bluteau, de La Ville Gros ».
Après des années de procédure, le prince gagne son procès en 1956 ; la préfecture de Quimper récupère alors un portail du parc, aujourd’hui ornement de son jardin et le département retire logiquement ses « ajouts » aux collections primitives. Youssoupoff entre en possession de Kériolet, qui ne lui plaît pas, et très vite les collections sont dispersées et le domaine morcelé ; il propose à la ville de Concarneau d’acquérir le château, les pourparlers s’éternisent. Il offre le puits des cuisines, qui fut remonté dans la Ville close de Concarneau. Le domaine se réduit en « peau de chagrin » et est finalement vendu et revendu.
En 1971 la chapelle est détruite et ses pierres récupérées pour construire une maison. Le château se dégrade inexorablement, certains éléments de décoration intérieure et du parc disparaissent lors de vols. La tempête de 1987 emporte la toiture.
Christophe Lévèque, rachète alors le château, le restaure et l’ouvre à nouveau au public. De 1997 à 2001, le château sert de résidence au festival de musique électronique Astropolis.